# Barrow AFC
Barrow AFC är en engelsk fotbollsklubb i Barrow-in-Furness, grundad 1901. Hemmamatcherna spelas sedan 1909 på Holker Street. Smeknamnet är The Bluebirds. Klubben spelar sedan säsongen 2020/2021 i League Two.

## Historia

Klubbens ligaplaceringar 1922 till nutid.

Klubben grundades 1901 och spelade under de första två säsongerna i Lancashire League. 1903 uppgick den ligan i Lancashire Combination och klubbarna från Lancashire League placerades i den nybildade Second Division. Därefter pendlade Barrow mellan Second Division och First Division fram till säsongen 1920/21, då man vann ligan, som då bara bestod av en division. Tack vare ligasegern fick Barrow plats i den nybildade Third Division North i The Football League.
Barrow spelade sedan i Third Division North ända fram till och med säsongen 1957/58, då man åkte ned i den nybildade Fourth Division. Klubbens bästa placering i Third Division North kom 1931/32, då man slutade femma.
Säsongen 1966/67 kom klubben trea i Fourth Division och gick upp till Third Division, där man nådde sin bästa ligaplacering hittills med en åttondeplats den första säsongen 1967/68. Två år senare kom Barrow näst sist och åkte ned till Fourth Division, där man under den första säsongen kom sist. Klubben fick dock vara kvar i The Football League, men efter att ha placerat sig tredje sist följande säsong, 1971/72, röstades man ut ur The Football League och ersattes där av Hereford United. Totalt spelade Barrow 51 säsonger i The Football League.
Barrow gick 1972/73 med i Northern Premier League och när den nationella Alliance Premier League bildades 1979 fick klubben en plats där. Säsongen 1980/81 vann Barrow Lancashire FA Challenge Trophy, men två år senare åkte man ned till Northern Premier League, som man genast vann 1983/84. Två år senare åkte man återigen ned till Northern Premier League, men under den tredje säsongen där vann man ligans Premier Division och gick upp till Football Conference, som Alliance Premier League bytt namn till. Under den första säsongen i Football Conference, 1989/90, vann Barrow cupturneringen FA Trophy. I finalen besegrades Leek Town med 3–0 på gamla Wembley.
Efter tre säsonger i Football Conference åkte Barrow ned till Northern Premier League Premier Division efter säsongen 1991/92. I februari 1995 köptes klubben av boxningspromotorn Stephen Vaughan, som investerade mycket pengar i klubben och bland annat byggde en ny huvudläktare på hemmaarenan Holker Street. Säsongen 1997/98 vann Barrow Northern Premier League Premier Division och gick återigen upp till Football Conference, men i slutet av 1998 lämnade Vaughan klubben efter att ha varit misstänkt för penningtvätt. Med honom försvann pengarna som hade hållit klubben flytande och det visade sig även att hemmaarenan sålts till ett bolag som Vaughan kontrollerade. På grund av detta utsågs i januari 1999 en likvidator som fick i uppdrag att sköta klubben tills det kunde fastställas vem som rätteligen ägde hemmaarenan. Sommaren 1999 uteslöts Barrow ur Football Conference, men efter långa diskussioner fick klubben gå med i Northern Premier League Premier Division säsongen 1999/00, nästan en månad efter att säsongen börjat. Trots att man var tvungen att skaffa en nästan helt ny spelartrupp lyckades Barrow klara sig kvar och under de följande åren förbättrade man sitt spel trots att man fortfarande leddes av en likvidator. Säsongen 2001/02 vann man Northern Premier League President's Cup.
Den rättsliga tvisten kring hemmaarenan löstes till slut i augusti 2002 och ägarskapet köptes av ett företag bildat av medlemmar i klubben. Säsongen 2003/04 vann man återigen Northern Premier League President's Cup, och samma säsong kom man trea i ligans Premier Division, vilket ledde till uppflyttning till den nybildade Conference North. Under 2007/08 års säsong gick Barrow från 20:e till femte plats och via seger i playoff, där man i finalen besegrade Stalybridge Celtic med 1–0 på Pirelli Stadium i Burton, gick man upp till Conference National.
Barrow spelade därefter i Conference National till och med säsongen 2012/13, då man åkte ned till Conference North. Under den perioden vann klubben för andra gången FA Trophy säsongen 2009/10 efter finalseger mot Stevenage Borough med 2–1 (efter förlängning) på Wembley.
I maj 2014 godkände klubbens medlemmar att affärsmannen Paul Casson fick köpa klubben. Följande säsong vann man Conference North och gick upp till den omdöpta National League.

## Spelare

### Spelartrupp
| 1  | England | Paul Farman   | 2 november 1989 | Carlisle United (-21)   |
| 12 | England | Josh Lillis   | 24 juni 1987    | Rochdale (-20)          |
| 22 | England | Scott Moloney | 5 februari 2001 | Huddersfield Town (-20) |

| 2  | England    | Connor Brown   | 22 augusti 1992  | York City (-18)     |
| 3  | England    | Patrick Brough | 20 februari 1996 | Falkirk (-19)       |
| 5  | Nordirland | Sam McClelland | 4 januari 2002   | Chelsea (-22)       |
| 19 | Polen      | Paweł Żuk      | 29 januari 2001  | Ruch Chorzów (-22)  |
| 20 | England    | Myles Kenlock  | 26 november 1996 | Ipswich Town (-22)  |
| 21 | England    | Tyrell Warren  | 5 oktober 1998   | Halifax Town (-22)  |
| 25 | Wales      | George Ray     | 13 oktober 1993  | Exeter City (-22)   |
| 27 | Irland     | Niall Canavan  | 11 april 1991    | Bradford City (-22) |

| 4  | England | Jason Taylor      | 28 januari 1987  | Fylde (-18)            |
| 8  | England | Solomon Nwabuokei | 23 februari 1996 | Woking (-22)           |
| 11 | England | Josh Kay          | 30 januari 1997  | Chesterfield (-18)     |
| 13 | England | Tom White         | 9 maj 1997       | Blackburn Rovers (-21) |
| 14 | England | Harrison Neal     | 12 maj 2001      | Sheffield United (-22) |
| 15 | England | Robbie Gotts      | 9 november 1999  | Leeds United (-21)     |
| 16 | Irland  | Sam Foley         | 17 oktober 1986  | Tranmere Rovers (-22)  |
| 34 | England | Ben Whitfield     | 28 februari 1996 | Stockport County (-22) |
| 35 | England | Jordan Stevens    | 25 mars 2000     | Leeds United (-21)     |

| 9  | England  | Billy Waters             | 15 oktober 1994  | Halifax Town (-22)        |
| 10 | England  | Josh Gordon              | 10 oktober 1994  | Walsall (-21)             |
| 17 | England  | Benni Smales-Braithwaite | 29 april 2002    | Southampton (-22)         |
| 23 | Zimbabwe | David Moyo               | 17 december 1994 | Hamilton Academical (-22) |
| 26 | England  | Richie Bennett           | 3 mars 1991      | Sutton United (-22)       |

Not: Spelare i kursiv stil är inlånade.

### Utlånade spelare
| Nr | Land    | Pos | Namn                                           |
| -- | ------- | --- | ---------------------------------------------- |
| 6  | England | F   | Mark Ellis (i Torquay United till 31 maj 2023) |

| Nr | Land    | Pos | Namn                                    |
| -- | ------- | --- | --------------------------------------- |
| 18 | England | F   | Joe Grayson (i Dundee till 31 maj 2023) |

## Meriter

### Liga
- National League North (tidigare Conference North): Mästare 2014/15
- Northern Premier League: Mästare 1983/84, 1988/89, 1997/98
- Lancashire Combination: Mästare 1920/21

### Cup
- FA Trophy: Mästare 1989/90, 2009/10
- Northern Premier League President's Cup: Mästare 2001/02, 2003/04
- Peter Swales Shield: Mästare 1984/85
- Lancashire Senior Cup: Mästare 1954/55
- Lancashire FA Challenge Trophy: Mästare 1948/49, 1980/81

### Webbkällor
Den här artikeln är helt eller delvis baserad på material från engelskspråkiga Wikipedia, Barrow A.F.C., 16 januari 2017.